# اوبری مکلندان
اوبری مکلندان (انگلیسی: Aubrey McClendon; ۱۴ ژوئیهٔ ۱۹۵۹ – ۲ مارس ۲۰۱۶) کارآفرین، سرمایه‌دار و مدیر اجرایی اهل ایالات متحده آمریکا بود، که در سال ۱۹۸۹ با مشارکت تام وارد، شرکت نفت و گاز چساپیک انرژی را تأسیس نمود.